# فیلیپا یورک
 فیلیپا یورک (به انگلیسی: Philippa York) (زاده ۱۳ سپتامبر ۱۹۵۸) دوچرخه‌سوار جاده سابق بریتانیایی است.
او یک زن ترنس است.